# 烏爾巴諾四世
烏爾巴諾四世（拉丁語：Urbanus PP. IV；約1195年—1264年10月2日）本名雅各伯·龐塔萊翁（Jacques Pantaléon），1261年8月29日當選教宗，同年9月4日即位至1264年10月2日為止。

## 譯名列表
- 烏爾巴諾：天主教香港教區禮儀委員會：禧年專頁 （页面存档备份，存于）作烏爾巴諾。
- 烏爾班：《大英簡明百科知識庫》2005年版[永久]作烏爾班。
- 伍朋：香港天主教教區檔案　歷任教宗作伍朋。
- 乌尔班、乌尔万、于尔邦、厄本：《世界人名翻譯大辭典》1993年版作乌尔班、乌尔万、于尔邦、厄本。